# Lindesbergs kommun
Lindesberg er en kommune i landskapet Västmanland i det svenske län Örebro län i området Bergslagen. Kommunens administrationscenter  ligger i  byen Lindesberg.

## Byer
Lindesberg kommune har ni byer. 
Indbyggere pr. 31. december 2005.
| #  | By          | Indbyggere |
| -- | ----------- | ---------- |
| 1. | Lindesberg  | 8.752      |
| 2. | Frövi       | 2.493      |
| 3. | Storå       | 2.010      |
| 4. | Fellingsbro | 1.485      |
| 5. | Vedevåg     | 718        |
| 6. | Stråssa     | 349        |
| 7. | Gusselby    | 312        |
| 8. | Ramsberg    | 273        |
| 9. | Rockhammar  | 271        |

## Eksterne kilder og henvisninger
- Wikimedia Commons har flere filer relateret til Lindesbergs kommun
- ”Kommunarealer den 1. januar 2012” (Excel). Statistiska centralbyrån.

59°35′N 15°15′Ø / 59.583°N 15.250°Ø